# Шукач (роман Тани Френч)
«Шукач» (англ. The Searcher) — детективний роман американо-ірландської письменниці Тани Френч, який вийшов у видавництві Viking Press 6 жовтня 2020 року. Сюжет розповідає про колишнього офіцера поліції Чикаго Кела Гупера, який переїхав до села в Західній Ірландії та розслідує зникнення місцевого підлітка.

## Сюжет
Розчарований своєю роботою поліціянта Чикаго, Кел Гупер переїжджає до Арднакелті, невеликого сільського села в Західній Ірландії, щоб провадити спокійніше життя. Кел знайомиться зі своїм балакучим сусідом Мартом Лавіном та дванадцятирічною Трей Редді, яка є чужинкою в Арднакелті. Трей переконує Кела розслідувати зникнення її старшого брата Брендана.
Уже ставлячись з підозрою до Кела, мешканці Арднакелті, зокрема Март, не допомагають йому в розслідуванні та попереджають його не втручатися. Зрештою Кел дізнається, що Брендан був замішаний у дублінському угрупованні наркоторговців. Март зізнається, що він та група чоловіків з Арднакелті зіткнулися з Бренданом, коли той їхав на зустріч із членами угруповання. Зіткнення призвело до бійки, в якій Брендана вбили. Чоловіки поховали Брендана в болоті.
Також з'ясовується, що Кел звільнився з роботи поліціянта після того, як його напарник вистрілив у темношкірого підлітка. Кел підтвердив історію свого напарника про те, що підліток тягнувся до чогось у кишені, хоча Кел не був впевнений, що це правда.
Кел розповідає Треєві, що сталося з Бренданом, і вона обіцяє ніколи не діяти на основі своїх знань.

## Передісторія
Френч стверджувала, що на роман «Шукач» вплинув американський жанр вестерну, і що назва роману є алюзією на фільм 1956 року «Шукачі» режисера Джона Форда.

## Публікація
Роман «Шукач» вийшов у видавництві Viking Press 6 жовтня 2020 року. Френч зазначила, що завершила першу чернетку роману 28 лютого 2020 року.
До роману «Шукач», Френч опублікувала сім романів, зокрема шість із серії детективних романів «Дублінський загін вбивць». 2024 року Френч видала продовження роману «Шукач» під назвою «Мисливець», дія якого відбувається через два роки після подій «Шукача».

## Прийняття
Роман «Шукач» отримав позитивні відгуки критиків. Морін Корріґан з NPR високо оцінила повільний сюжет та моторошну прозу Френч, зазначивши, що «Шукач» «можливо, її найкращий роман на сьогодні».
Кілька критиків відзначили моральну неоднозначність та провали системи кримінального правосуддя, які Френч досліджує в романі. Деякі оглядачі, як-от Лора Міллер у «Слейт» та Констанс Ґрейді у «Vox» висловили побажання, щоб Френч глибше розглянула ці теми.

## Переклад українською
2025 року у видавництві «Віват» вийде український переклад роману. Перекладачка — Катерина Семенюк.